# Ameisenverkehr

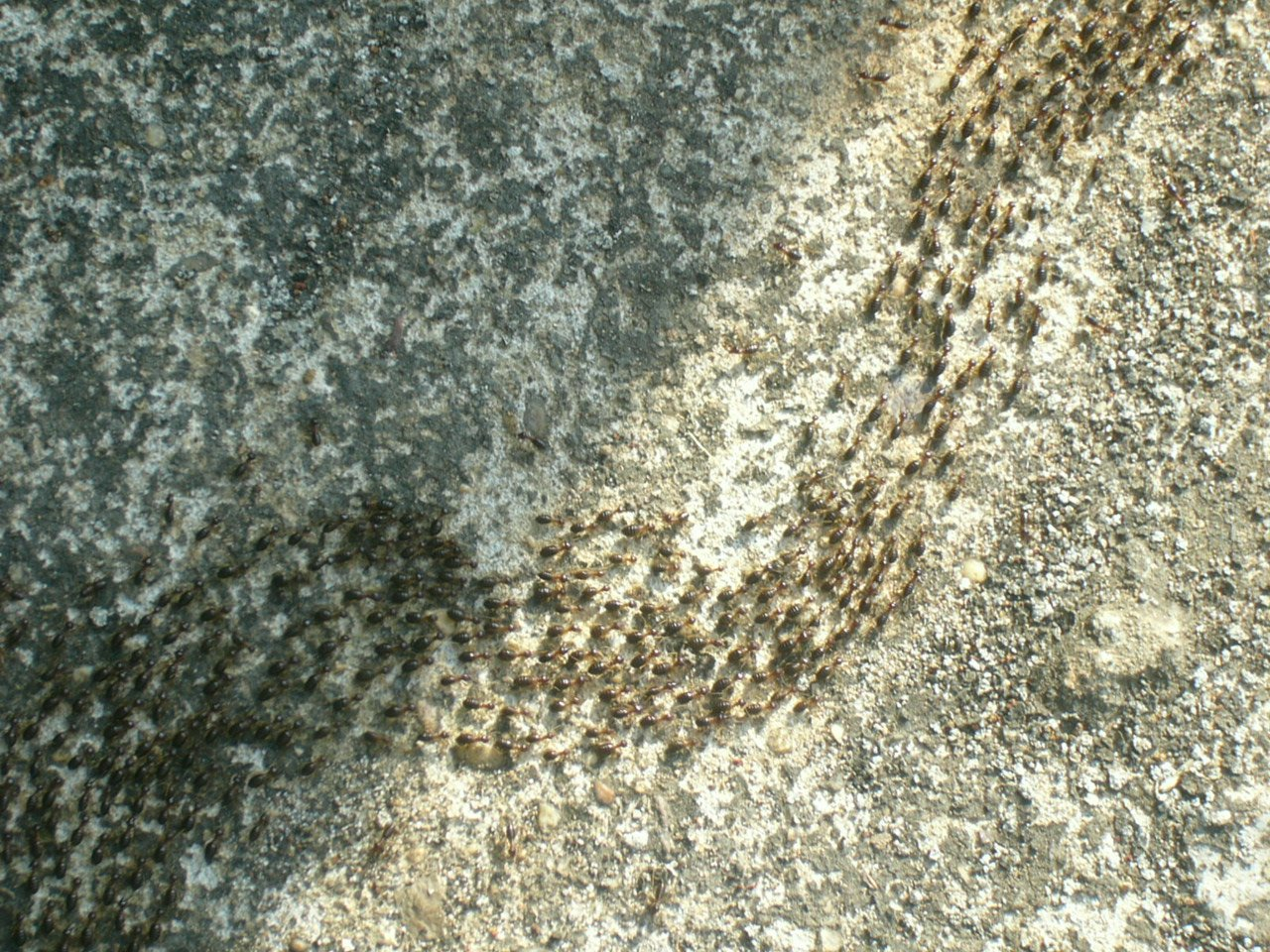
„Ameisenautobahn“

Ameisenverkehr ist die Bewegung von Ameisen auf Ameisenstraßen. Im übertragenen Sinn bezeichnet man den Schmuggel von Kleinstmengen durch viele einzelne Schmuggler ebenfalls als Ameisenverkehr.

## Biologie und Technik
Neben allgemeiner biologischer Erkenntnisgewinnung und zur Vergrämung von Ameisen von Orten, an denen sie nicht erwünscht sind (z. B. Wohnungen), wird die Bewegung in Ameisenstaaten mit dem Ziel untersucht, daraus Erkenntnisse für eine flüssigere Verkehrsführung z. B. auf Autobahnen zu gewinnen. Auf Ameisenstraßen gibt es keine Staus, da Ameisen ihre Geschwindigkeit an die der Gruppe anpassen und nicht überholen.

## Transport von Waren
Im übertragenen Sinn wird Schmuggel von Kleinstmengen durch viele einzelne Schmuggler als Ameisenverkehr bezeichnet. bezeichnet. Transportiert werden beispielsweise Drogen, unversteuerte Zigaretten oder Schwarzgeld.